# Tamsiella
Tamsiella је род слатководних шкољки из породице Mycetopodidae.

## Врсте
Врсте у оквиру рода Tamsiella:
- Tamsiella amazonica Bonetto, 1972
- Tamsiella schroeteriana (Lea, 1852)
- Tamsiella tamsiana (Dunker, 1858)